# Welzijnsrecht
Welzijnsrecht is het geheel van rechtsregels en rechtstoepassing dat betrekking heeft op de welzijnsvoorzieningen, het overheidsbeleid ten aanzien van deze voorzieningen, en op de rechtsverhoudingen die ontstaan tussen de overheid, de welzijnsvoorziening en de gebruiker (cliënt). Naast het arbeidsrecht en het sociaal zekerheidsrecht vormt het welzijnsrecht in België een onderdeel van het sociaal recht.
Met het invoeren van rechtsregels probeert de overheid het steeds groeiende aanbod van welzijnsvoorzieningen en de kwaliteit van de hulpverlening te beheersen en te garanderen. Daarbij zal de overheid onder meer:
- normen opleggen aan welzijnsvoorzieningen als voorwaarde voor een vergunning, erkenning of voor subsidiëring
- rechten toekennen aan de gebruiker of cliënt van deze welzijnsvoorzieningen
- bepalingen opstellen omtrent statuut en rechten van de werknemers, mantelzorgers en vrijwilligers in de welzijnssectoren
- samenwerking bevorderen en/of opleggen tussen de welzijnsvoorzieningen